# Punktiertes Wurzelsternmoos
Das Punktierte Wurzelsternmoos (Rhizomnium punctatum) ist ein häufiges, diözisches Laubmoos.

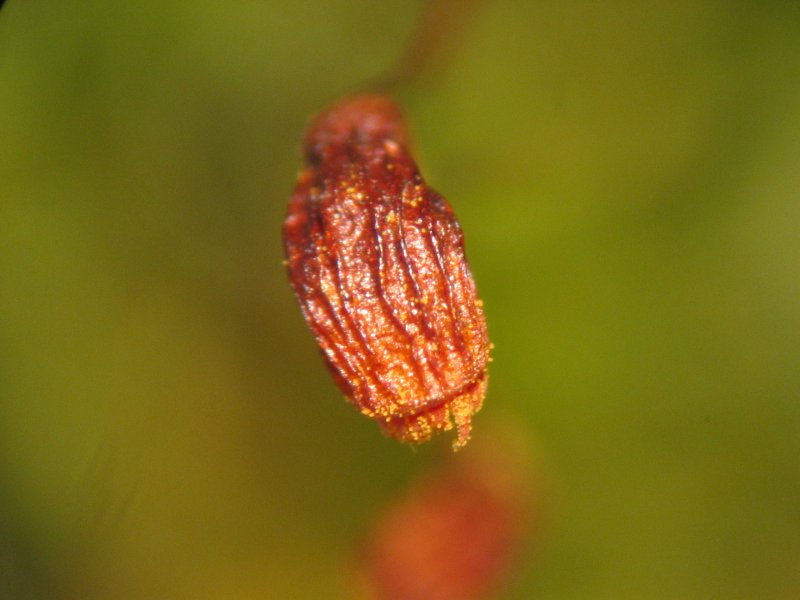
Kapsel des Punktierten Wurzelsternmooses (30× vergrößert)

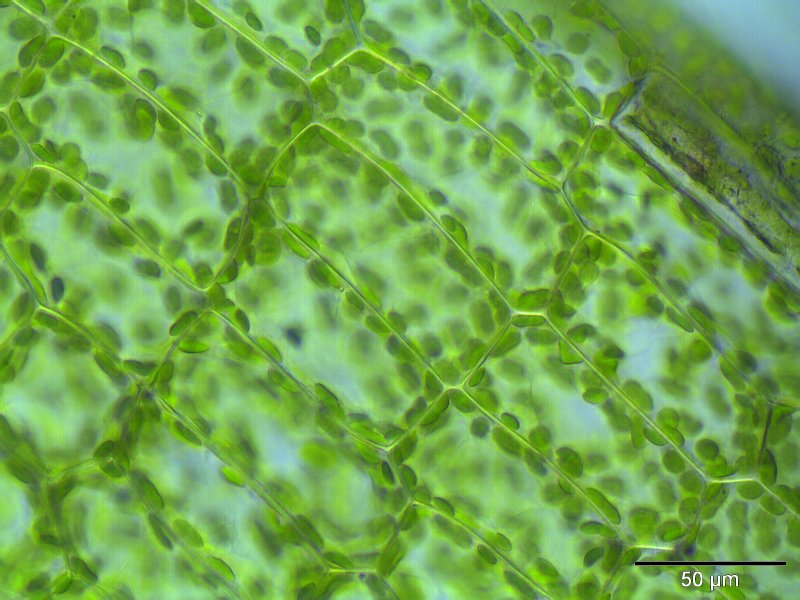
Laminazellen des Punktierten Wurzelsternmooses (400× vergrößert)

## Vorkommen
Es besiedelt feuchte, relativ nährstoffreiche, schattige Standorte auf morschem Holz, Gestein, Waldboden und ist sekundär auch in Kalkquellfluren zu finden.

## Erkennungsmerkmale
Die Pflänzchen werden bis 5 cm hoch und wachsen in lockeren, dunkelgrünen bis gelblich grünen Rasen. Der Stängel ist oft mit dichtem, braunem Rhizoidfilz versehen. An der Spitze ist er mit feucht abstehenden, trocken gekrümmten, welligen Blättern rosettig beblättert, welche an der Spitze etwas ausgerandet sind und etwa 6 mm breit und 10 mm lang werden. Am Rand gibt es einen meist rotbraun gefärbten Blattsaum, der 2 bis 4 Zellreihen breit ist. Die rotbraune Blattrippe endet in der Blattspitze. Die Kapsel weist 22 bis 42 Lamellen auf, ist im Alter gefurcht und bringt gelbe Sporen hervor.